# Sedgewick
Sedgewick är en ort i Kanada.   Den ligger i provinsen Alberta, i den centrala delen av landet, 2 700 km väster om huvudstaden Ottawa. Sedgewick ligger 666 meter över havet och antalet invånare är 857.
Terrängen runt Sedgewick är platt. Trakten runt Sedgewick är nära nog obefolkad, med mindre än två invånare per kvadratkilometer.. Närmaste större samhälle är Killam, 11,3 km väster om Sedgewick.
Trakten runt Sedgewick består till största delen av jordbruksmark.